# Guerra messicana della droga

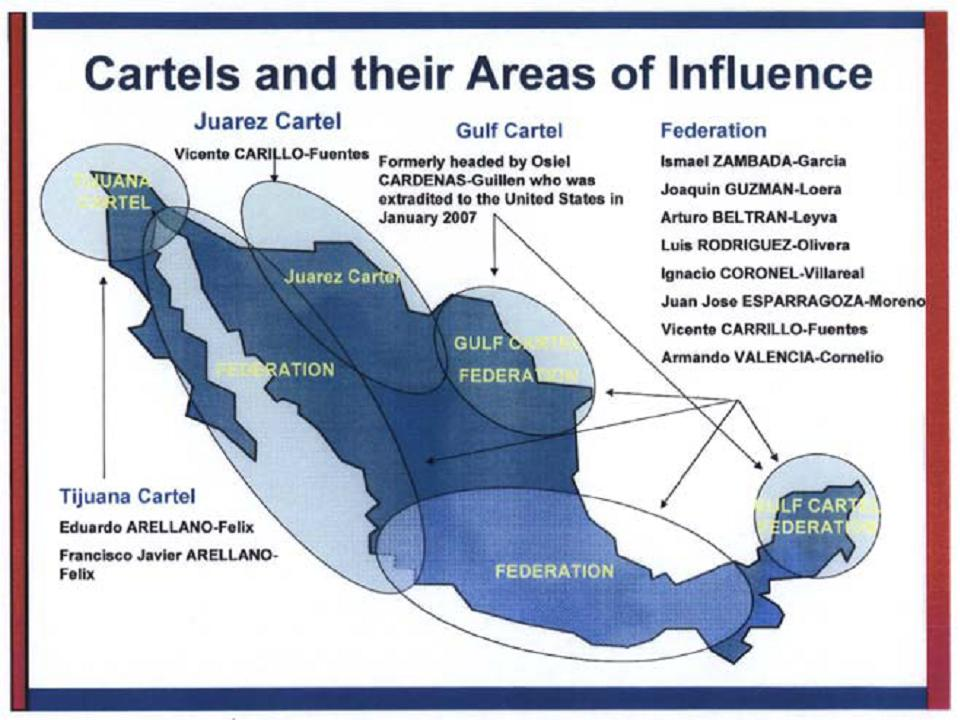
Cartelli messicani e aree di influenza nel 2008

La guerra messicana della droga o narcoguerra militarizzata è un conflitto armato che vede contrapposti i cartelli messicani della droga e contro le forze armate del governo messicano.
Le autorità statunitensi e messicane affermano che in Colombia, luogo dove si trovano la maggior parte delle piantagioni, la produzione di droghe illegali è in crescita da quando la principale rotta di rifornimento di cocaina e altre droghe illegali che entrano negli Stati Uniti passa per il Messico e l'America centrale. Il conflitto è cominciato in Messico nel 1989 dopo l'arresto di Miguel Ángel Félix Gallardo, detto El Padrino, che gestiva il traffico di cocaina. Vi fu una tregua verso la fine degli anni novanta, ma dal 2000 il ritorno alla violenza è aumentato. Il presidente Vicente Fox inviò un piccolo numero di truppe a Nuevo Laredo e nel Tamaulipas, ai confini con gli Stati Uniti, ma non ottenne i successi sperati.
Il Dipartimento di Giustizia statunitense stima che i guadagni all'ingrosso dalle vendite di droga vadano da 13,6 a 48,4 miliardi di dollari l'anno. I trafficanti di droga messicani spostano clandestinamente in Messico somme di denaro sempre più ingenti all'interno di automobili e camion.
Nella seconda metà del 2015, quindi a oltre 8 anni e mezzo dall'inizio della guerra alla droga messicana o narcoguerra militarizzata dichiarata dal presidente Felipe Calderón nel dicembre 2006, i cartelli messicani secondo la DEA (Drug Enforcement Administration) erano otto: Sinaloa, Cartello Jalisco Nueva Generación (CJNG), Beltrán-Leyva Organization (BLO), Los Zetas, Cartello del Golfo (CDG), Cartello di Juárez/La Línea (CDJ), La Familia Michoacana (LFM) e Los Caballeros Templarios (LCT).

## Storia

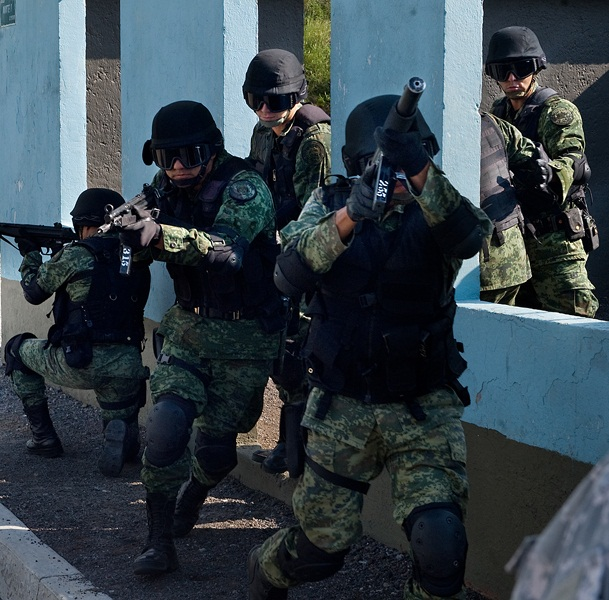
Militari Messicani

Data la sua posizione geografica, il Messico è il punto di trasporto per la droga, per gli immigrati illegali e per il contrabbando. Oltre che nel Messico, tutto il Sud America è destinato ai mercati degli Stati Uniti. Durante gli anni ottanta ed agli inizi dei novanta, il cartello di Medellín di Pablo Escobar è stato il principale gruppo esportatore di cocaina a livello globale e ha trattato con le organizzazioni criminali di tutto il mondo. Quando le forze messe in campo dagli Stati Uniti sulle coste della Florida e nella zona dei Caraibi divennero ingenti, le organizzazioni colombiane formarono varie partnership con i trafficanti messicani per trasportare la cocaina via terra attraverso il Messico verso gli Stati Uniti. Ciò fu facilmente realizzabile perché il Messico era stato a lungo una delle principali fonti di eroina e di cannabis e i trafficanti di droga colombiani potevano già contare su una struttura organizzativa preesistente. A metà degli anni '80, le organizzazioni del Messico consolidarono le loro strutture e si mostrarono affidabili nel trasporto della cocaina colombiana oltre confine. In un primo momento le bande messicane venivano pagate in contanti per i loro servizi di trasporto, ma alla fine degli anni '80 le organizzazioni messicane e i trafficanti colombiani optarono, come forma di pagamento, per la cessione di parte degli stupefacenti trafficati. Ai trasportatori messicani veniva di solito ceduta una quantità di droga che variava dal 35% al 50% per ciascuna spedizione di cocaina. Questo significò che le organizzazioni del Messico vennero coinvolte anche nella distribuzione, oltre che nel trasporto, divenendo a loro volta trafficanti. Attualmente, il cartello di Sinaloa e il cartello del Golfo hanno preso in franchising il traffico di cocaina dalla Colombia verso i mercati di tutto il mondo.
Nel corso del tempo, la bilancia del potere tra i vari cartelli messicani ha cominciato a pendere ogni qualvolta i vecchi cartelli collassavano e i nuovi subentravano. Un'interruzione del sistema di potere, come ad esempio gli arresti o le morti dei capi del cartello, genera quasi sempre una guerra di successione per il vuoto di potere. I vuoti di leadership a volte sono generati dallo Stato che riesce ad applicare la legge, così i cartelli spesso tentano di utilizzare l'applicazione della legge l'uno contro l'altro, sia corrompendo i funzionari messicani affinché organizzino azioni contro un cartello rivale, sia rivelando informazioni sulle operazioni di un'organizzazione rivale al governo messicano o alla Drug Enforcement Administration (DEA). Molti fattori hanno contribuito all'escalation della violenza, ma gli analisti messicani concordano riguardo a quella che è stata una delle cause principali: la perdita del potere politico, a fine anni '80, del Partito Rivoluzionario Istituzionale (PRI) che per lungo tempo aveva stretto un accordo implicito con i cartelli. L'inizio dell'escalation degli scontri tra i cartelli può essere fatto risalire al 1989, nel periodo dopo l'arresto di Miguel Ángel Félix Gallardo che gestiva il business della cocaina in Messico. C'è stata una pausa nei combattimenti durante la fine degli anni '90 ma la violenza è costantemente aumentata dal 2000 in poi.

### Presidenza di Vicente Fox
La violenza aumentò in particolare dal 2000 quando il presidente Vicente Fox inviò le truppe a Nuevo Laredo, Tamaulipas, per combattere i cartelli. Si stima che siano morte 110 persone a Nuevo Laredo durante il solo periodo gennaio-agosto 2005 come conseguenza dei combattimenti tra i cartelli del Golfo e di Sinaloa. Nel 2005 ci fu un'ulteriore escalation quando il cartello legato a La Familia Michoacana cominciò ad affermarsi in Michoacán.

### Presidenza di Felipe Calderón
Anche se la violenza tra i cartelli si era manifestata già molto tempo prima dell'inizio della guerra nel 2006, il governo aveva sempre tenuto un atteggiamento generalmente passivo negli anni '90 e nei primi anni 2000. La situazione cambiò l'11 dicembre 2006, quando fu eletto Felipe Calderón il quale subito inviò 6 500 soldati federali nello Stato di Michoacán per porre fine alla violenza. Questa azione è considerata la prima grande operazione contro la criminalità organizzata in Messico ed è generalmente vista come il punto di inizio della guerra tra il governo e i cartelli. Col passare del tempo, Calderón ha continuato a portare avanti in maniera massiccia la sua campagna antidroga, nella quale sono oggi coinvolti 45 000 soldati, oltre alle forze di polizia statali e federali. Nel 2010 ha dichiarato che i cartelli cercano "di sostituirsi al governo" e "stanno cercando di imporre un monopolio con la forza delle armi e le proprie leggi".

### Escalation

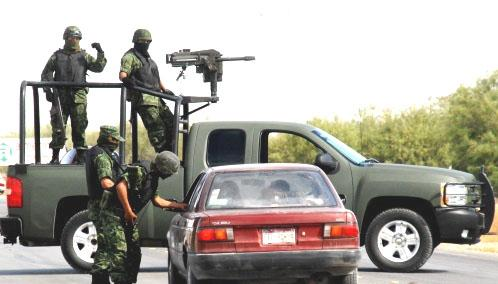
Truppe messicane ad un posto di blocco.

Nell'aprile 2008, il generale Sergio Aponte, l'uomo responsabile della campagna antidroga nello Stato della Baja California, fece una serie di accuse di corruzione dirette alle forze di polizia nella regione. Tra l'altro, Aponte asserì che aveva elementi per credere che la squadra anti-sequestri della Baja California era in realtà un gruppo di sequestratori che lavorava in congiunzione con la criminalità organizzata, mentre le unità di polizia corrotte venivano usate come guardie del corpo per i trafficanti di droga.
Il 26 aprile 2008, ebbe luogo uno scontro tra i membri del cartello di Tijuana e quelli del cartello di Sinaloa, nella città di Tijuana, Baja California, che lasciò sul selciato 17 morti. Lo scontro armato causò notevole apprensione per la violenza inaudita e per la vicinanza di Tijuana, e di altre città coinvolte in quella che ormai si delineava come una vera e propria guerra. Nel settembre del 2008, i cartelli scatenarono una serie di attacchi con granate a Morelia che portarono alla morte di otto civili e al ferimento di altri 100. Nel marzo 2009, il presidente Calderon inviò altri 5 000 soldati dell'Esercito a Ciudad Juárez, città già tristemente famosa per gli omicidi di donne (dal 1990 si parla di 2000 tra assassinate e scomparse), dove la situazione stava esplodendo a causa di una sanguinosa guerra tra il cartello di Sinaloa e il cartello di Juárez per il controllo della zona della frontiera con gli Stati Uniti. La città di Juarez è stata per 4 anni la città con il tasso di omicidi più alto al mondo, tanto da guadagnarsi il nome di "Murder City", con una media di circa 9 assassinii al giorno (3 200 nel 2009). Il Department of Homeland Security degli Stati Uniti dichiarò che stava valutando un qualche tipo di azione con la Guardia Nazionale per contrastare la minaccia della violenza al confine. I governatori dell'Arizona e del Texas chiesero al governo federale di inviare ulteriori truppe della Guardia Nazionale a sostegno di quelle già presenti sul campo contro i trafficanti di droga.
Altra zona caldissima è la frontiera con gli Stati Uniti sul Golfo del Messico (frontiera Cica). Da sempre sotto il controllo del Cartello del Golfo, dal 2003 ha subito anche l'influenza degli ex militari dei Los Zetas assoldati come braccio armato del Cartello del Golfo. Intorno all'ottobre del 2009 avvenne la separazione tra i due gruppi culminata poi con l'uccisione da parte di un capo del cartello del Golfo, Samuel Flores (detto M3) e di un luogotenente degli Zetas (Pena Mendoza alias il condor). Ci furono poi una serie di attacchi del Cartello del Golfo contro gli Zetas a San Fernando, Valle Hermoso, Ciudad Miller e altre zone del Tamaulipas e del Nuevo León che fecero arretrare gli Zetas fino a Ciudad Victoria. Durante le settimane degli scontri gli abitanti di quelle zone subirono brutalità portate avanti da entrambi gli schieramenti.
Soprattutto in questa zona non è tanto il numero degli omicidi a sconvolgere ma la brutalità delle esecuzioni e la mutilazione dei cadaveri, a cui vengono asportate teste e/o mani e poi appesi a pali della luce, ad alberi o a ponti stradali. Dal 2012 gli Zetas controllano quasi tutti i due stati mentre al Cartello del Golfo restano le città di Matamoros e Reynosa. Messo alle strette il Cartello del Golfo ha stretto un'alleanza con l'altro cartello dominante in Messico, il cartello di Sinaloa del famigerato Chapo Guzman (tra i mille uomini più ricchi al mondo e il ricercato numero uno anche dagli USA) fresco vincitore della sanguinosa guerra di Ciudad Juárez (10 000 morti in 4 anni) e Tijuana. Lo scontro sta continuando nelle regioni del Golfo con inaudita violenza. I giornali locali non ne parlano pena attacchi con granate e omicidi di giornalisti. Altissimo è anche il numero dei "desaparecidos", una delle principali attività degli Zetas. A maggio del 2012 le zone più calde restano la frontiera con gli Stati Uniti, in particolare la zona del Golfo del Messico, e quelle di Acapulco (con ben 5 cartelli in lotta) e Sinaloa.

## Cartelli messicani

### Origini
La nascita dei cartelli della droga messicani viene fatta risalire ad un ex agente di polizia giudiziaria federale messicano, Miguel Ángel Félix Gallardo, che negli anni '80 controllava tutto il commercio illegale di droga in Messico e nei corridoi del confine Messico-USA. Gallardo iniziò contrabbandando marijuana e oppio negli Stati Uniti e fu il primo messicano a fare da raccordo con i cartelli colombiani negli anni '80. Attraverso i suoi collegamenti, Gallardo diventò l'uomo di punta per il cartello di Medellín, gestito da Pablo Escobar. Prima di servire da raccordo per i colombiani, Gallardo aveva già stabilito una sua infrastruttura che era poi servita da base per trafficanti di Escobar. Non c'erano cartelli in quel periodo in Messico, Félix Gallardo era il signore dei signori della droga messicani. Supervisionava tutte le operazioni; l'organizzazione era composta, oltre che da Gallardo, da alcuni suoi stretti affiliati e da un manipolo di politici corrotti che lo proteggevano. Félix Gallardo riuscì a mantenere sempre un profilo basso e nel 1987 si trasferì con la famiglia a Guadalajara. Secondo Peter Dale Scott, il cartello di Guadalajara prosperò principalmente perché godeva della protezione della Dirección Federal de Seguridad.
Gallardo decise poi di diversificare le attività della sua organizzazione per aumentarne l'efficienza e per diminuire le probabilità che potesse essere decapitata in un colpo solo dalle forze dell'ordine. In un certo senso, effettuò una sorta di privatizzazione del traffico di droga in Messico affidandolo ad altre organizzazioni minori i cui capi erano molto meno conosciuti e, per questo, meno soggetti alle azioni di contrasto della DEA. Gallardo convocò i principali narcos messicani in una casa nella località di Acapulco e con loro designò le nuove piazze di spaccio (plazas) e i nuovi itinerari del narcotraffico verso gli Stati Uniti. L'itinerario di Tijuana sarebbe andato ai fratelli Arellano Felix, nipoti del "padrino". Quello di Ciudad Juárez sarebbe andato alla famiglia Carrillo Fuentes (cartello di Juárez). A Miguel Caro Quintero fu assegnato il corridoio di Sonora (cartello di Sonora). Il controllo del corridoio di Matamoros - poi sotto il controllo del cartello del Golfo - sarebbe finito sotto il dominio di Juan García Ábrego. Joaquín Guzmán Loera e Ismael Zambada García avrebbero diretto le operazioni sulla costa del Pacifico, fondando il cartello di Sinaloa. Félix Gallardo avrebbe continuato a supervisionare le operazioni a livello nazionale, grazie alle sue importanti connessioni, ma non avrebbe più avuto il controllo in dettaglio dell'intero business. Gallardo fu poi arrestato l'8 aprile 1989. Altri arresti, l'avidità e il desiderio inarrestabile di potere portarono poi alla nascita di numerosi conflitti tra i cartelli che divennero pressoché indipendenti l'uno dall'altro già alla fine degli anni '90.

### Anni 2000
Cartello di Tijuana
     Cartello di Beltrán Leyva
     Cartello di Sinaloa
     Cartello di Juárez
     La Familia Michoacana
     Cartello del Golfo
     Los Zetas
     Territori contesi

Mappa dei cartelli della droga messicani sulla base di uno studio del maggio 2010 di Stratfor:
Cartello di Tijuana
Cartello di Beltrán Leyva
Cartello di Sinaloa
Cartello di Juárez
La Familia Michoacana
Cartello del Golfo
Los Zetas
Territori contesi

Le alleanze o gli accordi tra i cartelli hanno spesso dimostrato di essere fragili, tesi o temporanei. Dal febbraio 2010, i cartelli più importanti si sono allineati in due fazioni, una composta dal cartello di Juárez, dal cartello di Tijuana, dai Los Zetas e dal cartello Beltrán-Leyva; l'altra dal cartello del Golfo, dal cartello Sinaloa e dalla Familia Michoacana. I cartelli hanno aumentato la loro cooperazione con le bande di strada e con le bande carcerarie degli Stati Uniti ampliando le loro reti di distribuzione all'interno del paese nordamericano. Inoltre, negli ultimi anni (2017-2018) il tasso di criminalità è salito in modo esponenziale: se il 2017 ha visto circa 12 500 vittime (morte non di vecchiaia o per malattie varie ma per uccisione sia di narcotrafficanti sia di poliziotti), l'anno successivo ha visto 10 000 vittime in più (15 973 vittime solo nei primi 6 mesi), venendo così considerato dagli scienziati l'hannus horribilis della storia messicana.

#### Cartello Beltrán-Leyva
I fratelli Beltrán Leyva, prima integrati nel cartello di Sinaloa, si allearono con i Los Zetas nel 2008. Da febbraio 2010 hanno iniziato una guerra, insieme ai Los Zetas, contro tutti gli altri cartelli del Messico. Il cartello del Pacifico del Sud (Cártel del Pacífico Sur) è un ramo del cartello Beltrán Leyva creato da Héctor Beltrán Leyva come cellula separata operante nel territorio dello Stato di Morelos.

#### Familia Michoacana
La Familia Michoacana ha la sua base a Michoacán. La Familia è stata in passato alleata del Cartello del Golfo e dei Los Zetas, ma si è poi divisa ed è diventata un'organizzazione indipendente. Nel febbraio 2010, la Famiglia ha stretto una nuova alleanza con il cartello del Golfo contro il cartello dei Los Zetas e quello dei fratelli Beltrán Leyva. Il Procuratore Generale in Messico (PGR) ha dichiarato che il cartello della Familia Michoacana è stato "sterminato" da metà del 2011.

#### Cartello del Golfo
Il cartello del Golfo, con base a Matamoros, è stato uno dei due cartelli dominanti in Messico negli anni 2000. Alla fine degli anni '90, il cartello ingaggiò un esercito privato di mercenari, chiamato "Los Zetas", che nel febbraio 2010, ha poi interrotto la collaborazione, divenendo autonomo e scatenando un'efferata violenza in tutte le città dello Stato di Tamaulipas, trasformando diversi centri di confine in "città fantasma". I Los Zetas fecero poi un accordo con gli ex capi del cartello di Sinaloa, i fratelli Beltrán-Leyva, e si contrapposero agli ex alleati del cartello del Golfo.

#### Cartello di Juárez
Il cartello di Juárez controlla una delle rotte primarie del traffico di droga verso gli Stati Uniti dal Messico. Dal 2007, il cartello di Juarez ha combattuto una feroce guerra con il suo ex partner, il cartello di Sinaloa, per il controllo della città di frontiera di Ciudad Juárez. La Línea è un gruppo di trafficanti di droga, noti per essere feroci assassini e mutilatori di corpi, coadiuvati da ufficiali corrotti della polizia di Juárez e dello Stato del Chihuahua. La Línea è un'ala del cartello di Juárez. A capo del cartello di Juarez vi è Vicente Carrillo Fuentes.

#### Caballeros templarios
Il cartello dei Caballeros Templarios ("cavalieri templari") fu fondato nel Michoacán a marzo 2011. È considerato un ramo dell'ormai quasi estinto cartello della Familia Michoacana.

#### Los Negros
I Los Negros erano il braccio armato del cartello di Sinaloa, formato per contrastare i Los Zetas e le forze di sicurezza governative. Furono poi ingaggiati dal Cartello di Beltrán Leyva.

#### Cartello di Sinaloa
Il cartello di Sinaloa ha iniziato a contrastare il dominio del cartello del Golfo nella rotta della droga a sud-ovest del Texas dopo l'arresto del leader del cartello del Golfo Osiel Cárdenas nel marzo del 2003. Il cartello è il risultato di un accordo del 2006 tra diversi gruppi situati nello Stato di Sinaloa. Il cartello è guidato da Joaquín "El Chapo" Guzmán, il più ricercato trafficante di droga del Messico il cui patrimonio personale stimato in oltre un miliardo di dollari lo rende il 701° uomo più ricco del mondo secondo Forbes. Nel febbraio del 2010, il cartello di Sinaloa, tramite nuove alleanze, si contrappose al cartello Beltrán Leyva e ai Los Zetas. A partire dal maggio del 2010, numerose segnalazioni da parte dei media messicani e statunitensi osservarono che il cartello di Sinaloa si era infiltrato nel governo federale messicano e nell'esercito per distruggere gli altri cartelli. Il cartello di Colima, il cartello di Sonora e il cartello del Millennio sono al 2011 considerati rami del cartello di Sinaloa.

#### Cartello di Tijuana
Il cartello della famiglia Arellano-Félix, definito "cartello di Tijuana" o "Cártel Arellano Félix", una volta era tra i più potenti del Messico, è caduto in disgrazia a causa degli arresti di alcuni capi. Il gruppo è entrato in una breve fase di collaborazione con il cartello del Golfo. Il cartello è stato oggetto di diverse operazioni militari che ne hanno quasi smantellato l'ossatura e che avrebbero provocato la divisione del cartello in gruppi più piccoli. Il cartello di Oaxaca si è unito al cartello di Tijuana nel 2003.

## Traffico di droga
Il Messico, produttore di stupefacenti oltre che paese di transito, è il principale fornitore di cannabis e uno dei principali fornitori di metanfetamine per gli Stati Uniti. Quasi la metà delle entrate dei cartelli provengono dalla cannabis. Per quanto riguarda l'eroina, pur producendola in parte minima rispetto ad altri produttori sudamericani e mondiali, il Messico ne è uno dei principali distributori per il mercato nordamericano. I cartelli controllano circa il 70% delle sostanze stupefacenti che entrano negli Stati Uniti.
Secondo il National Drug Intelligence Center, i cartelli messicani sono ormai i distributori dominanti a livello globale della cocaina prodotta in Sud America; distribuiscono inoltre cannabis, metanfetamine ed eroina prodotte in Messico. L'influenza dei gruppi messicani è cresciuta a livello esponenziale con la fine del cartello di Medellín e del cartello di Cali. Dopo la forzata impraticabilità, da parte dei trafficanti degli anni 80, dell'itinerario classico per il trasporto della cocaina negli Stati Uniti attraverso la Florida, i trafficanti messicani hanno ricoperto un ruolo sempre più determinante. I messicani hanno espanso il loro controllo sulla distribuzione in zone prima controllate da gruppi criminali colombiani e dominicani, conquistando la maggior parte delle piazze statunitensi. Non più intermediari solo per i produttori colombiani, i cartelli messicani sono diventati potenti organizzazioni criminali transnazionali che dominano il mercato della droga nelle Americhe. Secondo l'FBI, i cartelli messicani si concentrano solo sulla distribuzione all'ingrosso, lasciando le vendite al dettaglio alle bande di strada. Sono infatti collegati a numerose gang e non prendono posizione nei numerosi conflitti che si scatenano di tanto in tanto tre le bande degli Stati Uniti.
Il Dipartimento di Stato americano stima che il 90% della cocaina che entra negli Stati Uniti transita attraverso il Messico, con la Colombia come principale produttore, seguita da Bolivia e Perù, e con il Venezuela come punto di trasbordo.

## Traffico di armi da fuoco

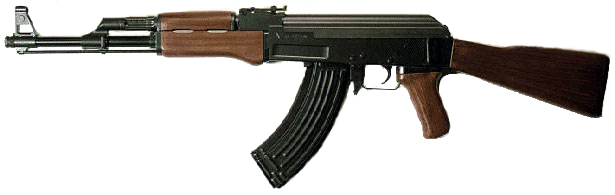
Fucile AK-47 (localmente denominato Cuerno de chivo, "corna di capra", per la curvatura del caricatore).

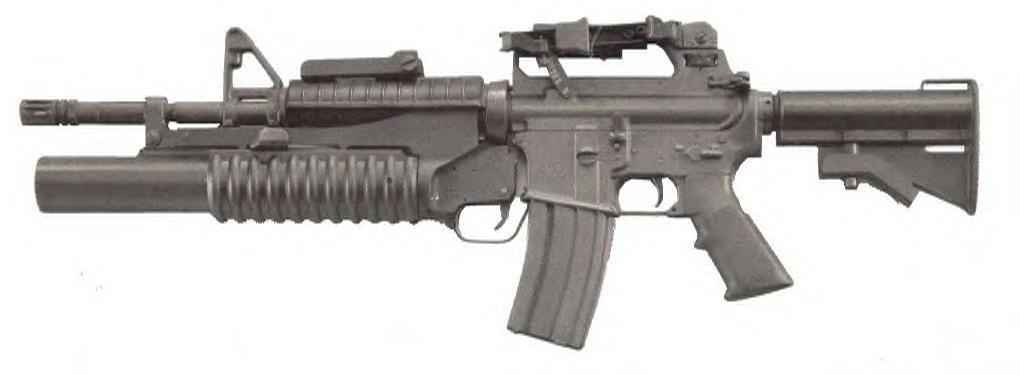
M4 (fucile d'assalto) con lanciagranate (localmente denominato Zanate, "gracula", una specie di merlo).

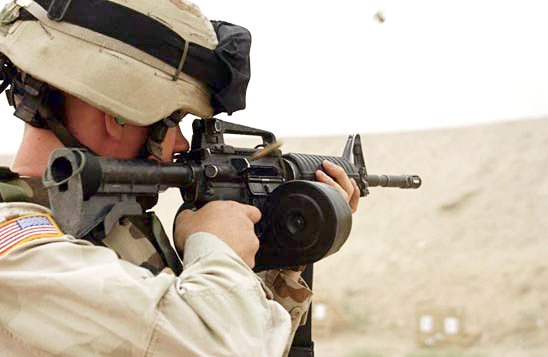
Doppio caricatore del tipo Beta C-Mag (localmente denominato Huevos de Toro, "testicoli di toro") su un fucile M4.

I messicani hanno il diritto costituzionale di possedere armi da fuoco, ma l'acquisto presso l'unico fornitore legale di tutto il Messico, presente a Città del Messico, controllato dall'esercito, è estremamente difficile. I cartelli della droga contrabbandano armi dagli Stati Uniti o dal Guatemala, o via mare, oppure le rubano alla polizia o ai militari. Di conseguenza, le armi da fuoco sul mercato nero sono ampiamente disponibili. Molte armi da fuoco vengono acquistate negli Stati Uniti da donne senza precedenti penali, che trasferiscono i loro acquisti ai trafficanti attraverso parenti, fidanzati e conoscenti; le armi vengono poi contrabbandate in Messico un po' alla volta. Le armi di contrabbando più comuni sono fucili tipo AR-15 e AK-47 e pistole semi-automatiche calibro FN 5,7. Molte armi da fuoco vengono acquistate negli Stati Uniti in una configurazione semiautomatica, prima di essere equipaggiate con un selettore di fuoco e convertite a mitragliatrici. Nel 2009 furono sequestrate in Messico un totale di oltre 4 400 armi da fuoco del tipo AK-47 e AR-15, e il 30% dei fucili AK-47 sequestrati erano stati modificati con il selettore di fuoco e trasformati in veri e propri fucili d'assalto.
Inoltre, ci sono diversi rapporti delle forze dell'ordine che testimoniano l'uso di lanciagranate, e sono stati confiscati almeno dodici fucili M4 con lanciagranate M203. Si ipotizzò che queste armi fossero state prelevate da basi militari statunitensi tuttavia, la maggior parte delle armi d'assalto di tipo militare come granate e lanciamissili anticarro sono acquisite dai cartelli attraverso la fornitura dagli arsenali utilizzati in varie guerre in America centrale e in Asia. È stato segnalato che ci sono state 150 000 diserzioni dall'esercito messicano dal 2003 al 2009; circa un ottavo dei militari dell'esercito messicano all'anno diserta. Molti di questi disertori portano con loro i fucili automatici, alcuni di origini statunitensi.

### Fonti delle armi
| Arma                                             | Fonte primaria                                                                                        |
| ------------------------------------------------ | --- |
| Fucili AK-47 (semi-automatico)                   | Stati Uniti                                                                                           |
| Fucili AK-47 (con selettore di fuoco)            | America centrale, Sud America, Medio Oriente, Africa, Asia Centrale, Asia meridionale, Asia orientale |
| Fucili AR-15 (semi-automatico)                   | Stati Uniti                                                                                           |
| M16 (con selettore di fuoco)                     | Vietnam                                                                                               |
| Granate a frammentazione M61 / M67 / MK 2 / K400 | America centrale, Sud Corea, Israele, Spagna, blocco sovietico, Guatemala, Vietnam, sconosciuta       |
| Lanciagranate RPG-7 / M72 LAW / M203             | Asia, America centrale / Guatemala, Corea del Nord                                                    |
| Fucili Barrett M82                               | Stati Uniti.                                                                                          |
| Fucili M2 Carbine (con selettore di fuoco)       | Vietnam                                                                                               |

### Tracciamento delle armi e azioni di contrasto degli Stati Uniti

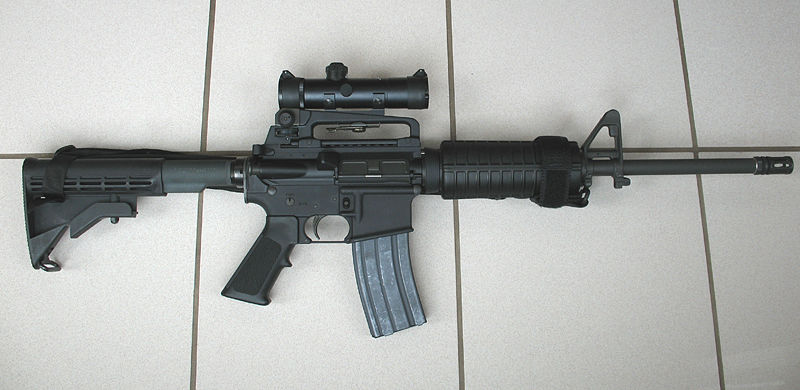
Fucile tattico AR-15 A3

Il governo degli Stati Uniti, principalmente attraverso il Bureau of Alcohol, Tobacco, Firearms and Explosives (ATF), l'Immigration and Customs Enforcement (ICE) e il Customs and Border Protection, assiste le forze dell'ordine del Messico con la tecnologia, le attrezzature e la formazione. Il Progetto Gunrunner fa parte di un sistema di iniziative dell'ATF, in collaborazione con le autorità messicane, che ha come scopo principale l'espansione in Messico di eTrace, un sistema informatico atto a facilitare il tracciamento delle armi da fuoco che sono state prodotte o importate legalmente negli Stati Uniti.
Sin dal 1992, il Congressional Research Service ha dichiarato che il sistema di tracciamento dell'ATF "eTrace" non è stato progettato per raccogliere statistiche. Tuttavia, nel febbraio 2008, William Hoover, vicedirettore per il settore Operazioni dell'ATF, ha testimoniato davanti al Congresso che oltre il 90% delle armi da fuoco sequestrate o recuperate mentre erano dirette verso il Messico, provenivano da diverse fonti all'interno degli Stati Uniti. A seguito di un riesame da parte dell'Office of the Inspector General (OIG) a settembre del 2010, l'ATF ha ammesso che "la cifra del 90% citata al Congresso poteva essere fuorviante, perché si applicava solo alla piccola porzione di armi della criminalità organizzata messicana che sono state tracciate". Durante questo riesame, l'ATF non ha potuto fornire informazioni aggiornate sulla percentuale della provenienza delle armi, prodotte o importate negli Stati Uniti, mentre un'analisi dei dati del novembre 2010 suggerì una percentuale molto più bassa, che andava dal 27% al 44%. Nel febbraio del 2011, Stratfor Global Intelligence ricalcolò la percentuale collocandola tra il 12% e il 48%, e riportando che quasi il 90% delle armi sequestrate in Messico nel 2008 non erano riconducibili agli Stati Uniti. L'analisi della OIG sui dati dell'ATF ha inoltre concluso che i tentativi dell'ATF di espandere il sistema di tracciamento delle armi anche in Messico non hanno avuto successo. Anche se gli Stati Uniti non sono l'unica fonte per le armi da fuoco e per le munizioni utilizzate dai cartelli, secondo l'ATF una percentuale significativa di queste proviene comunque dai negozi di armi e altre fonti presenti negli Stati Uniti e i trafficanti di armi spesso usano le stesse rotte dei trafficanti di droga. L'ATF ritiene, inoltre, che, sempre più spesso, i cartelli messicani si riforniscono di armi da fuoco e di munizioni facendole passare dal confine meridionale con il Guatemala. Nonostante gli sforzi degli Stati Uniti, la maggior parte delle armi sequestrate in Messico resta non tracciata e di dubbia provenienza. Inoltre, la maggior parte dei tentativi di tracciamento non riescono a identificare il rivenditore dell'arma e il tasso di tracciamenti riusciti è diminuito progressivamente dall'inizio del progetto. Infine, i tracciamenti riusciti possono essere utilizzati in maniera limitata per fini investigativi. Le stesse autorità investigative messicane considerano queste forme di contrasto statunitensi, basate sul tracciamento della provenienza delle armi, poco efficaci a causa delle informazioni limitate, caratteristica intrinseca a tutti i progetti di tracciamento del traffico di armi, e ad un non perfetto apparato comunicativo tra l'ATF e le autorità messicane.
In conformità alla legge messicana, tutte le armi sequestrate dal governo messicano devono essere consegnate all'esercito entro 48 ore. Dopo che i militari messicani hanno preso in custodia le armi, è improbabile che l'ATF o la polizia federale messicana riescano ad accedervi in maniera tempestiva per raccogliere le informazioni necessarie per avviare le indagini. I funzionari dell'esercito hanno riferito che il loro ruolo è salvaguardare le armi e che non hanno alcun potere specifico a sostegno delle indagini. Per ottenere l'accesso alle armi, i funzionari dell'ATF devono fare una richiesta formale al Procuratore Generale del Messico per ogni sequestro, citando una ragione specifica per l'accesso, dimostrando che le informazioni richieste sono relative a un'indagine sull'attività criminale e fornendo una descrizione dell'arma con il numero di serie. Tuttavia, se l'ATF fosse già in possesso di informazioni quali la descrizione e il numero di serie dell'arma, i suoi funzionari non avrebbero bisogno di richiedere l'accesso all'esercito messicano. A causa di queste barriere, gli sforzi dell'ATF per ottenere l'accesso alle armi sequestrate in Messico per fini investigativi non hanno avuto successo e la maggior parte di esse non vengono tracciate. La relazione finale dell'OIG, pubblicata a novembre del 2010, concluse che, poiché l'ATF non era in grado di comunicare le informazioni sul tracciamento delle armi ai funzionari messicani delle forze dell'ordine, questi sono sempre meno propensi a dare priorità alla ricerca di informazioni riguardanti le armi sequestrate e ad inserirle nel sistema eTrace. Questo rappresenta un ostacolo significativo per il successo dell'ATF nella strategia di contrasto ai trafficanti d'armi. Nel 2009, il Messico ha riferito di aver proceduto al sequestro di 305 424 armi da fuoco, e di aver presentato alla ATF i dati riguardanti 69 808 armi per il tracciamento tra il 2007 e il 2009.

#### Progetto Gunrunner
Il progetto Gunrunner dell'ATF ha l'obiettivo ufficiale di fermare la vendita e l'esportazione di armi dagli Stati Uniti in Messico, al fine di negare ai cartelli della droga messicani le armi da fuoco considerate gli essenziali "strumenti del mestiere". Tuttavia, dal febbraio 2008 le operazioni portate avanti sotto il progetto Gunrunner, "Fast and Furious", "Too Hot to Handle", "Wide Receiver" e altre (tutti satiricamente poi soprannominate "Operazione Gunwalker"), sono state accusate di aver conseguito il risultato contrario consentendo e facilitando l'acquisto e la rivendita ai trafficanti di armi da fuoco, e consentendo alle armi di essere trasportate in Messico. Queste accuse hanno portato a notevoli controversie.
Il senatore Charles E. Grassley (IA) ha aperto un'inchiesta con una lettera all'ATF il 27 gennaio 2011, e di nuovo il 31 gennaio 2011. L'ATF ha risposto attraverso il Dipartimento di Giustizia negando tutte le accuse. Il senatore Grassley ha risposto con specifica documentazione a sostegno delle accuse con nuove missive dirette al procuratore generale degli Stati Uniti il 9 febbraio e il 16 febbraio 2011. L'ATF ha però rifiutato di rispondere alle domande specifiche riservandosi l'invio di un briefing formale al senatore Grassley il 10 febbraio 2011. Gli atti d'accusa depositati al tribunale federale, la documentazione ottenuta dal senatore Grassley e le dichiarazioni degli agenti dell'ATF mostrano che la Phoenix Field Division dell'ATF ha permesso e facilitato la vendita di oltre 2 500 armi da fuoco (fucili AK-47, pistole FN 5,7 millimetri, e fucili calibro 0,50), destinate al Messico. Secondo alcuni agenti dell'ATF, i funzionari messicani non ne hanno ricevuto notifica e gli agenti ATF che operano in Messico sono stati istruiti affinché non allertassero le autorità messicane sull'operazione. Alcuni agenti e supervisori ATF sono stati fortemente contestati dai rivenditori di armi (che stavano cooperando con l'ATF) per queste cessioni e l'ATF ha esplicitamente chiesto loro di completare le transazioni per chiarire la catena di fornitura e raccogliere informazioni. L'ATF è stata anche accusata di stare cercando di aumentare le statistiche per "provare", dati alla mano, che sono le armi americane che stanno armando i cartelli messicani al fine di conseguire un maggiore budget per le operazioni e più grandi obiettivi. Secondo le accuse, molte di queste armi vengono poi sequestrate ai confini col Messico, in Arizona e nello stesso Messico per gonfiare artificialmente le statistiche del programma di tracciamento delle armi eTrace riguardante il traffico diretto verso il Messico.

#### Tendenze nell'esportazione delle armi dagli Stati Uniti
Anche se ci sono circa 78 000 rivenditori di armi negli Stati Uniti, l'ATF ha suggerito che le fiere periodiche (gun shows), i furti e le vendite private possono essere una fonte maggiore di rifornimento di armi per i messicani. I contrabbandieri di armi sono soliti costringere o pagare cittadini residenti negli Stati Uniti per l'acquisto legale di fucili semiautomatici e altre armi da fuoco dalle rivendite o nelle fiere per poi trasferirle al rappresentante di un cartello. Questo scambio è conosciuto come straw purchase, una tipologia di compravendita, adottata in particolare per la cessione di armi, in cui l'acquirente è solamente un prestanome.
Attualmente non esiste un registro computerizzato nazionale delle armi negli Stati Uniti, ma il Firearms Tracing System è parzialmente automatizzato con inserimenti di singoli nomi e indirizzi, insieme ad altre informazioni di identificazione. Gli agenti dell'ATF in prima istanza interrogano i database presso il National Tracing Center per ottenere dati quali la marca, il modello e numero di serie dell'arma. Quindi possono utilizzare un altro sistema informatico (Access 2000) con un'interfaccia automatizzata che comprende 100 o più produttori, importatori e distributori. Se questi metodi non aiutano a identificare l'arma, gli agenti contattano direttamente il fabbricante o l'importatore con cui collaborano per identificare tutta la catena di fornitura. Gli agenti raramente ottengono dati oltre quelli che riguardano il primo sospetto (il primo acquirente) nei casi in cui l'arma viene rivenduta più volte dopo il primo acquisto. L'età media del tracciamento di un'arma è di oltre 10 anni, e di oltre 15 anni per le armi sequestrate in Messico.

## Effetti in Messico

### La violenza

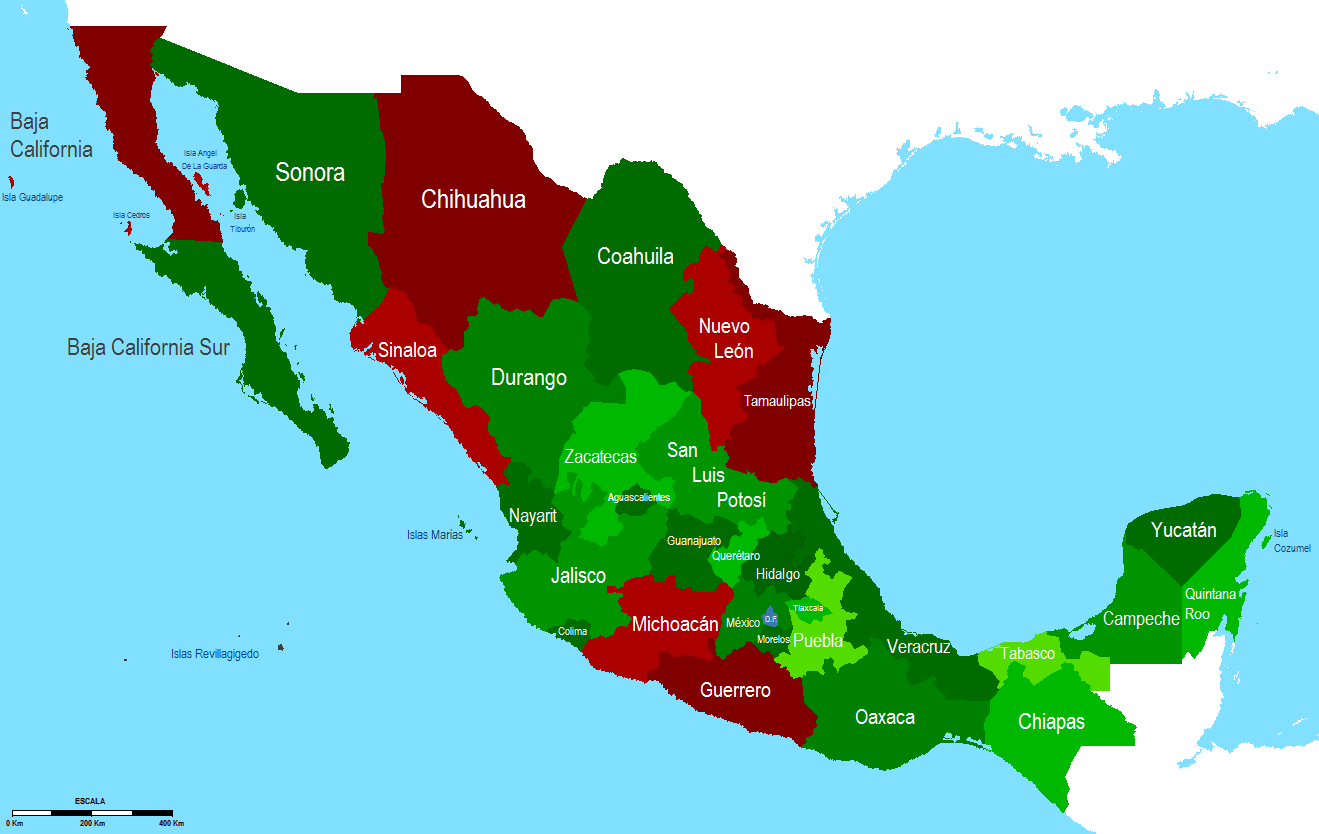
Gli stati con il maggiore indice di violenza perpetrata dai cartelli sono di colore rosso scuro: Chihuahua, Bassa California, Tamaulipas, Guerrero.

I cartelli hanno preso il controllo diretto di vaste aree del territorio messicano e, tramite l'utilizzo della violenza, esercitano un'influenza crescente nella società e nella base dell'elettorato del sistema politico nazionale. Stanno inoltre scontrandosi tra loro, conducendo violente battaglie, assalti e sparatorie, per il controllo dei corridoi del contrabbando da Matamoros a San Diego. Per le azioni mirate, i gruppi impiegano sicari e gruppi di esecutori specializzati, noti come sicarios. La DEA riporta che i cartelli della droga messicani che operano oggi lungo il confine sono molto più sofisticati e pericolosi di qualunque altro gruppo criminale organizzato nella storia degli Stati Uniti. I cartelli usano lanciagranate, armi automatiche, giubbotti antiproiettile e, talvolta, elmetti in Kevlar. Alcuni gruppi hanno anche fatto uso di ordigni esplosivi improvvisati (IED). Il numero delle vittime è aumentato in maniera vertiginosa dal 2006 al 2011. Secondo una relazione Stratfor, il numero di morti violente per droga nel 2006 e 2007 (2 119 e 2 826) è più che raddoppiato nel 2008 (6 837). Il numero è ulteriormente incrementato in modo sostanziale nei successivi due anni, passando da 9 614 nel 2009 a oltre 15 000 nel 2010.. Si stima che dal 2006 a oggi in Messico siano state uccise 450mila persone, il 70 per cento delle quali coinvolte nella violenza del narcotraffico .
L'ufficio del procuratore generale afferma che 9 vittime di omicidio su 10 in Messico sono membri di gruppi del crimine organizzato, e i morti tra il personale militare e di polizia sono circa il 7% del totale. Gli stati che soffrono maggiormente il conflitto sono Baja California, Guerrero, Chihuahua, Michoacán, Tamaulipas, Nuevo León e Sinaloa. Il governo del presidente Calderón sta combattendo i cartelli soprattutto nel suo Stato natale di Michoacán, ma diverse operazioni militari hanno luogo negli Stati di Jalisco e Guerrero. Nel 2009 la violenza è aumentata considerevolmente nel Sonora.
Un apparente paradosso per l'amministrazione di Calderón è che, anche se il governo sia chiaramente riuscito a danneggiare i cartelli, la situazione della sicurezza del paese continua a peggiorare a quello che sembra essere un ritmo inarrestabile. Il segno più evidente che il livello di sicurezza si sta abbassando a dismisura è che il numero totale di omicidi legati ai trafficanti continua a salire drammaticamente. La violenza si è anche intensificata con atti intimidatori sempre più gravi. La scoperta di liste nere con gli obiettivi da colpire con inclusi anche i nomi degli agenti di polizia è diventata sempre più comune in molte città messicane lungo il confine degli Stati Uniti. Gli agenti inseriti in questi elenchi vengono poi effettivamente abbattuti uno ad uno. Inoltre, le organizzazioni del narcotraffico hanno cominciato ad utilizzare grandi manifesti (narcomantas) sulle strade nelle città di tutto il paese. Molti degli striscioni fungono da minaccia contro i rivali o accusano un particolare gruppo criminale di essere supportato da funzionari del governo locale e federale. In diversi casi, sono apparsi anche striscioni per il reclutamento di nuove leve nel nord del Messico che promettevano aumenti salariali e migliori attrezzature per i soldati e gli ufficiali di polizia che fossero passati ai Los Zetas.
La escalation è dovuta al fatto che i trafficanti utilizzano sempre più nuovi mezzi per rivendicare il loro territorio. Per diffondere il terrore, i membri del cartello hanno più volte diffuso i filmati di diverse esecuzioni su YouTube, o hanno gettato pezzi di cadaveri mutilati in un locale affollato installando poi striscioni informativi per le strade. Gli attacchi terroristici di Morelia ebbero luogo il 15 settembre 2008, quando due bombe a mano furono fatte scoppiare in una piazza affollata provocando la morte di dieci persone e il ferimento di oltre 100. La violenza non risparmia alcuna categoria sociale. Gli insegnanti della regione di Acapulco subirono estorsioni o rapimenti, furono e intimiditi e minacciati di morte dai cartelli e scesero in sciopero nel 2011. Alcuni analisti vedono questi sistematici atti di violenza gratuita come tentativi di fiaccare il morale degli agenti governativi assegnati ai giri di vite contro i cartelli, altri li vedono come un tentativo di far capire alla popolazione chi sta effettivamente vincendo la guerra contro lo Stato. Almeno una dozzina di musicisti norteño sono stati assassinati. La maggior parte delle vittime eseguivano le cosiddette narcocorrido, versioni delle tradizionali corrido, canti popolari che raccontano le storie dei narcotrafficanti celebrandoli come eroi popolari.
La violenza estrema sta mettendo a repentaglio gli investimenti stranieri in Messico, e il ministro delle Finanze, Agustín Carstens, ha riferito che la violenza sta da sola riducendo il prodotto interno lordo annuo dell'1% in Messico, la seconda più grande economia dell'America Latina.

### Azioni di contrasto del governo messicano
Il 24 dicembre 2006, il governatore della Baja California Eugenio Elorduy annunciò un'operazione nel suo Stato con la cooperazione del governo statali e di quelli federali. Questa operazione iniziò a fine dicembre 2006 nella città di confine di Tijuana. Nel gennaio 2007, queste operazioni furono estese agli Stati di Guerrero e ai cosiddetti "Stati del Triangolo d'oro", ossia Chihuahua, Durango e Sinaloa. Nel febbraio successivo furono inclusi pure gli Stati di Nuevo León e Tamaulipas. Il crimine organizzato rispose alla pressione con un tentativo fallito di assassinare il deputato federale di Nuevo Laredo, nel Tamaulipas.
Sequestri e arresti si sono succeduti da quando Calderón si è insediato nel dicembre del 2006, e il Messico ha estradato oltre 100 criminali negli Stati Uniti. Una nuova legge costringe tutti gli aerei privati a fermarsi per un controllo sia all'aeroporto di Cozumel, sulla costa caraibica, sia in quello di Tapachula, sul confine con il Guatemala è accreditato; questa legge ha portato alla confisca di oltre 270 aerei in un anno e mezzo.
Il 10 luglio 2008, il governo messicano annunciò l'intenzione di raddoppiare il numero di agenti della polizia federale per ridurre il ruolo dei militari nella lotta contro il traffico di droga. Il piano, noto come "Strategia Globale contro il Narcotraffico", comprende anche l'espulsione dei funzionari delle forze di polizia locali corrotti. Alcuni elementi del piano sono stati già avviati, tra cui il reclutamento massiccio di nuovi agenti e una nuova e più adeguata formazione dei corpi di polizia atta a ridurre la dipendenza del paese dai militari nella guerra alla droga.
Il 16 luglio 2008, la Marina messicana intercettò un sottomarino lungo 10 metri che viaggiava a circa 200 chilometri al largo dello Stato di Oaxaca; in un raid le forze speciali si calarono da un elicottero sul ponte del sommergibile e arrestarono quattro contrabbandieri prima che il mezzo venisse affondato dallo stesso equipaggio. Il sommergibile, caricato con 5,8 tonnellate di cocaina, fu poi recuperato e rimorchiato a Huatulco da una motovedetta della marina messicana.

### Corruzione
I cartelli messicani per avvantaggiarsi nelle loro operazioni, in parte, corrompono o intimidiscono le forze dell'ordine. L'International Narcotics Control Board (INCB) riporta che, sebbene il governo del Messico abbia compiuto diversi sforzi per ridurre la corruzione nella seconda parte degli anni 2000, questa rimane un problema serio. Si ritiene che alcuni agenti dell'Agencia Federal de Investigación (AFI) abbiano lavorato per il cartello di Sinaloa, e il Procuratore Generale ha riferito, nel dicembre del 2005, che circa 1 500 agenti dell'AFI su 7000 totali erano sotto inchiesta per sospette attività criminali mentre 457 erano sotto accusa.
Nella seconda parte degli anni 2000, il governo federale ha emanato diverse espulsioni dai corpi di polizia e diverse azioni di repressione contro le forze di polizia a Nuevo Laredo, nel Michoacán, nella Bassa California e a Città del Mexico. Questo tipo di operazioni cominciarono per iniziativa del presidente Calderón nel dicembre del 2006 e inclusero anche controlli delle armi della polizia nei luoghi dove si temeva che la polizia stesse lavorando per i cartelli. Nel giugno del 2007, Calderón epurò 284 comandanti della polizia federale di tutti e 31 gli stati e del distretto federale. In un'altra operazione, eseguita nel 2008, diversi agenti e alti funzionari furono arrestati con l'accusa di aver venduto informazioni o di aver fornito protezione ai cartelli della droga; tra gli arrestati di alto profilo vi furono il capo della polizia federale, l'ex capo della divisione investigativa sulla criminalità organizzata (Subprocuraduría de Investigación Especializada en Delincuencia Organizada, SIEDO) e l'ex-direttore dell'ufficio Interpol del Messico. Julio César Godoy Toscano, appena eletto il 5 luglio 2009 alle Camera del Congresso, fu accusato di essere un membro della Familia Michoacana.
Nel maggio 2010 un rapporto della NPR mise insieme dati e informazioni da decine di fonti, tra cui media messicani e statunitensi, funzionari della polizia messicana, politici, accademici e altre, e rivelò che il cartello di Sinaloa si era infiltrato e aveva corrotto il governo federale e l'esercito messicano. I rapporti inoltre sostenevano che il cartello di Sinaloa in combutta con il governo intendeva distruggere gli altri cartelli e fornire protezione al suo leader, El Chapo. I funzionari messicani negarono qualsiasi accusa. I cartelli erano stati precedentemente segnalati come difficili da perseguire perché si sospettava che i membri dei cartelli si infiltrassero e corrompessero sistematicamente le istituzioni che avrebbero dovuto effettuare i controlli sui vari casi di corruzione.

### Impatto sui diritti umani
Secondo le organizzazioni per i diritti umani, le politiche di controllo in Messico adottate per prevenire il traffico di droga, la corruzione e la violenza hanno influito negativamente sulla situazione dei diritti umani in Messico. La responsabilità della prevenzione e delle attività di controllo è stata assegnata quasi totalmente ai militari, che hanno il potere non solo di effettuare le operazioni anti-droga ma anche di decidere le politiche di prevenzione. Secondo lo United States Department of State, la polizia e l'esercito in Messico sono stati accusati di aver commesso gravi violazioni dei diritti umani negli sforzi del governo per combattere i cartelli. L'immenso potere a livello esecutivo e la corruzione a livello legislativo e giudiziario contribuiscono al peggioramento della situazione, portando a pratiche come la tortura e le minacce causate dalla pressoché totale autonomia dell'apparato militare e dall'inefficacia del sistema giudiziario. Secondo le organizzazioni per i diritti umani, alcune delle forme di violazione dei diritti umani includono arresti illegali, detenzioni segrete e prolungate, torture, stupri, esecuzioni extragiudiziali e fabbricazione di prove.
L'emergenza riguarderebbe anche le agenzie federali, che sono spesso non regolamentate. L'Agencia Federal de Investigación (AFI) fu coinvolta in casi di tortura e corruzione. Un caso ben noto fu la morte di un detenuto, Guillermo Velez Mendoza, mentre era in custodia degli agenti dell'AFI. Gli agenti implicati furono arrestati ma riuscirono a fuggire dopo essere stati rilasciati su cauzione. L'AFI fu poi sciolta nel 2009. Un altro aspetto controverso riguarda la mancata attuazione, da parte degli Stati Uniti, della Leahy Law (una legge statunitense che vieta agli USA di fornire supporto a quei paesi che violano i diritti umani). In base a tale legge, nessun membro o unità di una forza di sicurezza straniera che sia sospettato di aver commesso una violazione dei diritti umani può ricevere l'addestramento o il supporto degli Stati Uniti.

### Giornalisti e media
Il Messico è considerato il paese più pericoloso al mondo per i giornalisti, secondo la Commissione nazionale per i diritti umani del Messico (Comisión Nacional de los Derechos Humanos) e Reporter Senza Frontiere. Dall'inizio della guerra, più di 80 giornalisti sono stati uccisi per aver pubblicato notizie relative ai narcotrafficanti.
Gli uffici di Televisa e dei giornali locali sono stati attaccati con granate ed esplosivi. I cartelli hanno anche minacciato di uccidere i giornalisti negli Stati Uniti che hanno pubblicato notizie sulla crescente violenza in Messico nella guerra della droga. Alcuni network hanno semplicemente smesso di trattare notizie riguardanti il traffico di droga, mentre altri sono stati infiltrati e corrotti dagli stessi cartelli. Nel 2011, il giornalista Miguel Angel Lopez Velasco, la moglie e il figlio furono uccisi nella loro casa.
Poiché le minacce e gli omicidi hanno neutralizzato molti dei media tradizionali, alcuni blog anonimi, come Blog del Narco, sono rimasti tra gli unici organi liberi di informazione e di reportage sugli eventi legati alla guerra alla droga. I cartelli della droga hanno risposto assassinando alcuni blogger e utenti dei social media. Alcuni utenti di Twitter sono stati torturati e uccisi per aver pubblicato informazioni e aver denunciato le attività dei cartelli della droga. Nel settembre del 2011, un'utente del sito web Nuevo Laredo Envivo è stata decapitata presumibilmente dai Los Zetas per aver postato diversi aggiornamenti sulla guerra in corso censurati dei media tradizionali.

### Omicidi di politici
Le istituzioni politiche messicane, sia locali che federali o nazionali, soffrono particolarmente la presenza dei cartelli e i tentativi di questi ultimi di infiltrarsi tramite le minacce e la corruzione. Un totale di 26 sindaci sono stati assassinati in tutto il paese dall'inizio della guerra alla droga; oltre 120 sindaci sono stati minacciati. Inoltre, un candidato a governatore del Tamaulipas e un membro del Congresso sono stati uccisi.

### Sfruttamento dei migranti
I cartelli sfruttano i migranti che fuggono dal Messico e dagli Stati dell'America centrale verso gli Stati Uniti. Tramite sequestri di persona, estorsioni e ricatti li costringono a unirsi alle loro organizzazioni; in particolare costringono i migranti clandestini a fungere da esca alla frontiera con gli Stati Uniti per distrarre le forze dell'ordine statunitensi nelle operazioni relative al traffico di droga. Se si rifiutano, vengono torturati e uccisi. Varie fosse comuni sono state scoperte in Messico contenenti corpi di migranti clandestini. Altre modalità di sfruttamento consistono nella prostituzione forzata, nel traffico di organi e nella pedofilia. I cartelli si sono anche infiltrati nelle agenzie di immigrazione del governo messicano e hanno attaccato e minacciato i funzionari dell'immigrazione. La Commissione nazionale per i diritti umani del Messico (Comisión Nacional de los Derechos Humanos, CNDH) ha riferito che 11 000 immigrati erano stati rapiti in 6 mesi nel corso del 2010 dai cartelli della droga.

## Effetti e collegamenti a livello internazionale

### Europa
Una migliore cooperazione tra il Messico e gli Stati Uniti ha portato a diverse ondate di arresti di sospetti appartenenti al cartello di Sinaloa in varie città degli Stati Uniti ma il mercato statunitense è stato eclissato dal boom della domanda di cocaina dall'Europa, dove i consumatori pagano il doppio di quanto pagano i consumatori degli Stati Uniti. Nel dicembre del 2010 il governo della Spagna osservò che i cartelli messicani avevano moltiplicato le loro operazioni in territorio spagnolo facendolo diventare il principale punto di accesso della cocaina in Europa.

#### Collegamenti dei cartelli messicani con 'ndrangheta e camorra
Il ministro della Giustizia degli Stati Uniti annunciò, il 17 settembre 2008, che un'operazione internazionale di contrasto al traffico di droga, il progetto Reckoning, aveva coinvolto gli Stati Uniti, l'Italia, il Canada, il Messico e il Guatemala ed ha portato alla cattura di più di 500 membri della criminalità organizzata dediti al traffico di cocaina. L'annuncio sottolineò in particolare la connessione tra l'Italia e il Messico nel traffico della cocaina. Alcuni arresti furono eseguiti nel settembre del 2008 nei confronti di appartenenti ad una 'ndrina calabrese per presunti collegamenti con i Los Zetas e per l'apertura di un canale preferenziale per il traffico di droga verso l'Europa dal Messico attraverso la Locride. Secondo Roberto Saviano, il legame più forte tra il Messico e l'Europa è quello tra il cartello del Golfo e alcune famiglie della 'Ndrangheta. Un indizio sarebbe l'importazione tra i mafiosi calabresi del culto di Jesús Malverde, il santo patrono dei narcotrafficanti venerato in Messico, che rivelerebbe anche uno scambio "culturale". Secondo Piero Innocenti, dirigente generale della Polizia di Stato italiana ed esperto di narcotraffico messicano, dopo un'operazione conclusasi nell'aprile 2009 sono emersi anche rapporti tra alcuni cartelli messicani ed organizzazioni della camorra.

### Guatemala
La repressione dell'esercito messicano ha spinto alcuni cartelli a cercare un luogo più sicuro per le loro operazioni di trasbordo della droga dal Sud America al di là del confine meridionale in Guatemala, dove le istituzioni locali sono facilmente attratte dalla corruzione e dove i cartelli possono contare sulla debolezza degli apparati di polizia e su una posizione ideale nel percorso per il contrabbando via terra. I trafficanti scaricano la droga da piccoli aerei che atterrano in piste di atterraggio private nascoste nella giungla del Guatemala. Il carico viene poi spostato attraverso il Messico fino al confine con gli Stati Uniti. Le istituzioni del Guatemala fanno quello che possono contro queste potenti organizzazioni e come forma di contrasto hanno eseguito arresti di diverse decine di trafficanti e hanno distrutto alcuni campi di cannabis. Il governo statunitense ha inviato motoscafi e strumentazioni per la visione notturna come forma di aiuto al contrasto dei traffici illegali. Nel febbraio del 2009, i Los Zetas hanno minacciato di uccidere il presidente del Guatemala, Álvaro Colom. Il 1º marzo 2010, il capo della polizia del Guatemala e un alto ufficiale delle forze coinvolte nella lotta ai trafficanti sono state arrestati per presunti legami con i cartelli. Un rapporto della Brookings Institution ha riferito che, senza sforzi tempestivi e preventivi, la supremazia dei cartelli messicani e la violenza si sarebbero diffusi velocemente nel Guatemala e in tutta la regione centroamericana.
Secondo il governo degli Stati Uniti, i Los Zetas controllano il 75% del territorio del Guatemala attraverso la violenza, la corruzione politica e le infiltrazioni nelle istituzioni del paese. Secondo alcune fonti investigative e i Los Zetas hanno guadagnato terreno in Guatemala dopo essersi facilmente sbarazzati di alcuni leader dei Los Leones, un gruppo della criminalità organizzata dal Guatemala.

### Africa Occidentale
Almeno nove cartelli della droga messicani e colombiani hanno stabilito basi in 11 nazioni dell'Africa Occidentale. Secondo diverse analisi, essi avrebbero stretto collaborazioni con bande criminali locali per tenere in "magazzino" la droga da spostare poi nel ricco mercato europeo. I cartelli colombiani e messicani hanno scoperto che è molto più facile contrabbandare carichi di grandi dimensioni in Africa Occidentale e poi spostarli tramite piccole spedizioni in Europa, principalmente in Spagna, nel Regno Unito e in Francia. La maggiore domanda di cocaina in Europa Occidentale e le campagne di interdizione del Nord America hanno portato ad un aumento del traffico drammatico nella regione: circa il 50% della cocaina non diretta negli USA viene contrabbandata attraverso l'Africa Occidentale che funge da sponda.

### Nord America
L'esercito messicano ha drasticamente ridotto la capacità dei cartelli messicani di spostare la cocaina all'interno degli Stati Uniti e in Canada, provocando una recrudescenza di violenza delle bande a Vancouver, dove il prezzo della cocaina è aumentato da 23 300 dollari a quasi 39 000 dollari al chilo dato che sia nel mercato degli Stati Uniti che in quello del Canada si verificano prolungate carenze di cocaina. Il governo statunitense riferisce che la quantità di cocaina sequestrata sul suolo americano è diminuita del 41 per cento tra il 2007 e la prima metà del 2008.

#### Stati Uniti
Il Dipartimento di Giustizia degli Stati Uniti considera i cartelli messicani come la più grande minaccia della criminalità organizzata negli Stati Uniti. Durante i primi 18 mesi della presidenza di Calderón, il governo messicano ha speso circa 7 miliardi di dollari statunitensi nella guerra contro la droga. I funzionari messicani sottolineano che il traffico illecito di droga è un problema comune e che hanno bisogno di una soluzione condivisa, considerando anche il fatto che la maggior parte del finanziamento per i trafficanti messicani proviene dai consumatori di droga statunitensi. Il 25 marzo 2009, il segretario di Stato statunitense Hillary Clinton dichiarò che "la nostra [dell'America] insaziabile domanda di droghe illegali è il combustibile del traffico di droga" e che "gli Stati Uniti si assumono la responsabilità condivisa per la violenza correlata alla droga che sta sconvolgendo il Messico". I funzionari del Dipartimento di Stato statunitense sono consapevoli che la disponibilità da parte del presidente messicano Felipe Calderón a lavorare con gli Stati Uniti sui temi della sicurezza, della criminalità e della droga non ha precedenti a livello legislativo così il Congresso degli Stati Uniti ha approvato una nuova legge a fine giugno del 2008 per fornire al Messico e ai paesi dell'America centrale 1,6 miliardi di dollari con l'Iniziativa Mérida, un piano di tre anni di assistenza internazionale. L'Iniziativa Mérida fornisce al Messico e ai paesi dell'America centrale formazione per gli organi di polizia e attrezzature, così come la consulenza tecnica per rafforzare gli apparati nazionali di giustizia. Nel piano non sono compresi la cessione di denaro liquido o di armi. Nel gennaio del 2009, una valutazione militare degli Stati Uniti ha espresso una certa preoccupazione su una eventuale durata a lungo termine della guerra: se questa si estendesse per un periodo di almeno 25 anni, potrebbe causare un collasso totale del governo messicano, a causa della crescente forza militare della criminalità organizzata, e una drammatica diffusione del conflitto negli stati confinanti. A fine anni 2000, i cartelli messicani possono già contare su varie cellule nella maggior parte delle principali città degli Stati Uniti. Nel 2009, il Dipartimento di Giustizia ha riferito che i cartelli si sono infiltrati in quasi 200 città degli Stati Uniti, tra cui Los Angeles, Chicago e Atlanta.
Gli analisti propongono soluzioni multiple basate sulla prevenzione e sui programmi di educazione per ridurre la domanda di droga, piuttosto che il continuo sostegno della lotta contro la fornitura dal Messico. Gli studi dimostrano che gli sforzi di interdizione militare falliscono perché ignorano la causa principale del problema: la domanda degli Stati Uniti. Durante la prima metà degli anni 90, l'amministrazione Clinton ordinò e finanziò un importante studio sulla cocaina al Rand Drug Policy Research Center; l'analisi concluse che 3 miliardi di dollari dovrebbero essere prelevati dai fondi della polizia federale e locale e destinati ai programmi per il trattamento della dipendenza da cocaina. Il rapporto affermò che il trattamento della dipendenza è il modo più economico e più efficace per ridurre l'uso di droghe. L'amministrazione Clinton respinse però il taglio dei fondi alle forze dell'ordine. L'amministrazione Bush propose poi di ridurre la spesa per il trattamento farmacologico e per i programmi di prevenzione nel bilancio 2009.

#### Le vittime negli Stati Uniti
Le autorità statunitensi hanno segnalato, a fine anni 2000, un picco di omicidi, rapimenti e home invasion collegato ai cartelli del Messico, e che almeno 19 statunitensi sono stati uccisi nel 2008 dai narcotrafficanti messicani. Altri 92 statunitensi sono stati uccisi tra il giugno del 2009 e il giugno del 2010.
Per il Joint Forces Command degli Stati Uniti, in termini di scenari peggiori, il Messico potrebbe soffrire un crollo improvviso tra il 2010 e il 2030 a livello di governo, apparato politico, polizia, sistema giudiziario e infrastrutture, tutti sotto attacco costante dei cartelli. La eventuale crisi potrebbe avere un forte impatto sulla stabilità dello Stato messicano e quindi richiederebbe una risposta degli Stati Uniti a causa delle successive implicazioni sulla sicurezza nazionale statunitense. Nel marzo del 2009, il Dipartimento della Sicurezza Interna degli Stati Uniti ha dichiarato che sta valutando se utilizzare la Guardia Nazionale per contrastare la minaccia della violenza proveniente dal Messico. I governatori dell'Arizona e del Texas hanno chiesto al governo federale di inviare ulteriori truppe della Guardia Nazionale a sostegno delle forze locali. Le pressioni sono notevolmente aumentate dopo l'assassinio del 2010 in Arizona del rancher Robert Krentz, probabilmente per mano dei trafficanti di droga messicani.
Nel marzo del 2009, l'amministrazione Obama delineò i piani di ridistribuzione di altri 500 agenti federali in posti di frontiera e il reindirizzamento di 200 milioni di dollari ai fondi per il contrasto del traffico di droga e armi. Il 25 maggio del 2010 Obama autorizzò il dispiegamento di 1 200 uomini della Guardia Nazionale al confine con il Messico per assistere le forze locali nelle attività di controllo, in particolare alle dogane. Questo piano attirò le critiche da parte dei governi degli stati confinanti con il Messico che fecero notare che 1 800 uomini per oltre 2 000 chilometri di linea di confine non erano affatto sufficienti, e che il piano sembrava più un'azione politica che un serio tentativo di fermare le incursioni alla frontiera.

### Le relazioni tra i cartelli e il terrorismo islamista
Ci sono state alcune speculazioni da parte dei media statunitensi riguardanti il coinvolgimento nell'ombra di gruppi terroristici islamici sullo sfondo della provenienza delle armi sofisticate e della campagna di finanziamento dei cartelli messicani. Secondo queste teorie, infatti, diverse organizzazioni islamiste avrebbero potuto intrattenere rapporti con i narcotrafficanti per sostenerli nella lotta ai governi messicano e statunitense.
Comunque, l'ex consigliere per la sicurezza nazionale del Messico nonché ex ambasciatore alle Nazioni Unite, Adolfo Aguilar Zinser, e il direttore del Center for Intelligence and National Security (CISEN), Eduardo Medina-Mora Icaza, hanno tenuto a precisare come non siano state osservate precise segnalazioni circa la presenza di reti internazionali tra i cartelli messicani e terroristi stranieri, e che quindi non ci sia nessun motivo per ritenere la presenza del terrorismo islamico in Messico.

### Le relazioni tra i cartelli e la Repubblica Popolare Cinese
Tra i prodotti immessi dai cartelli della droga nel mercato della droga statunitense figurano eroina e copie illegali dei farmaci oppioidi, come il controverso Fentanyl, per la cui lavorazione è stato dimostrato da analisi di crypto-intelligence come alcuni di essi, in particolare Sinaloa e Jalisco - Nuova Generazione, abbiano stretto delle relazioni col complesso farmaceutico-militare della Repubblica Popolare Cinese.
L'intesa tra narcotrafficanti messicani e grossisti di oppio cinesi starebbe contribuendo all'aggravamento dell'epidemia degli oppioidi nordamericana, che a partire dal 2020 ha cominciato a registrare più di centomila decessi l'anno, ed è divenuta una delle principali cause di attrito tra gli Stati Uniti e la Cina. Secondo politici e politologi americani di alto profilo, come Nikki Haley, Mike Pompeo, Thomas Ferguson e Casey Fleming, la Cina avrebbe invero forgiato un asse coi narcos messicani nel contesto di una guerra ibrida agli Stati Uniti avente come obiettivo l'indebolimento del loro tessuto sociale.
Le evidenze della partecipazione del complesso farmaceutico cinese alla rete coinvolta nell'immissione di eroina e versioni illegali di farmaci oppioidi negli Stati Uniti hanno inciso negativamente nelle relazioni bilaterali dei due paesi. L'amministrazione Trump ha introdotto le prime sanzioni nei confronti dei produttori cinesi sospettati di rifornire cartelli messicani e trafficanti statunitensi del suddetto materiale. La presidenza Biden, oltre a proseguire la politica delle sanzioni mirate, ha annunciato l'intenzione di formare una coalizione internazionale contro il traffico di stupefacenti volta a complicare l'arrivo dell'oppio cinese nei porti latinoamericani.

## Controversie

### Fallimenti politici
Secondo gli ex presidenti Fernando Henrique Cardoso del Brasile, Ernesto Zedillo del Messico e César Gaviria della Colombia, la guerra guidata dagli Stati Uniti contro la droga sta spingendo l'America Latina in una spirale verso il basso; Cardoso ha riferito in una conferenza stampa che "le prove disponibili indicano che la guerra alla droga è una guerra fallita". La commissione latino americana sulla droga e sulla democrazia, presieduta da Cardoso, ha affermato che i paesi coinvolti in questa guerra dovrebbe rimuovere i "tabù" e riesaminare i programmi anti-droga. I governi latino-americani hanno seguito i consigli degli Stati Uniti per combattere la guerra alla droga, ma la strategia politica ha avuto poco effetto. La commissione ha fatto alcune raccomandazioni al presidente Barack Obama affinché prenda in considerazione nuove politiche, come la depenalizzazione della cannabis (marijuana) e il trattamento dell'utilizzo di droga come un problema di salute pubblica e non come un problema di sicurezza. Il Council on Hemispheric Affairs ha affermato che è giunto il momento di prendere seriamente in considerazione la depenalizzazione e la legalizzazione della droga, un'iniziativa politica che sarebbe in diretto contrasto con gli interessi delle bande criminali.

### Riciclaggio di denaro sporco
A causa del fatto che i cartelli della droga messicani e i loro fornitori colombiani generano e riciclano dai 18 ai 39 miliardi di dollari negli Stati Uniti ogni anno, i governi statunitensi e messicani sono stati criticati per la loro mancanza di volontà nell'affrontare e nel contrastare le operazioni finanziarie dei vari cartelli, tra cui il riciclaggio di denaro.
La Drug Enforcement Administration (DEA) statunitense ha identificato la necessità di aumentare le indagini finanziarie in materia di circolazione di fondi generati dal traffico di droga dal Messico. Secondo la DEA attaccare l'infrastruttura finanziaria dei cartelli della droga svolge un ruolo chiave nella strategia di contrasto ai cartelli. Tuttavia, la DEA ha rilevato che il settore dei servizi finanziari degli Stati Uniti e del Messico continuano a facilitare enormemente il riciclaggio di denaro. Nell'agosto del 2010 il presidente Felipe Calderón propose nuove misure radicali per reprimere il riciclaggio di denaro, tra cui il divieto di acquisto in contanti di immobili e di beni di lusso del valore maggiore di 100 000 pesos (circa 8 100 dollari). Il suo pacchetto di proposte richiederebbe maggiori segnalazioni di operazioni finanziarie di grandi dimensioni, come quelle immobiliari e l'acquisto di preziosi. Nel giugno del 2010, Calderón annunciò che sarebbero stati posti severi limiti sulla quantità in dollari che possono essere depositati o cambiati nelle banche, ma le restrizioni alle istituzioni finanziarie si trovano ad affrontare una dura opposizione nel parlamento messicano.